# Tekiya
Tekiya (的屋? "venditore ambulante") è il termine usato per indicare i mercanti itineranti giapponesi che, insieme con i bakuto (博徒?), sono considerati i precursori della moderna yakuza.

## Storia
I tekiya, che apparvero per la prima volta all'inizio del XVIII secolo, avrebbero viaggiato per la campagna, allestendo bancarelle a mercati e manifestazioni durante gli ennichi (縁日?) (giorni considerati di buon auspicio secondo lo shintoismo), dove erano soliti vendere Katanuki. 
Quando i tekiya cominciarono a organizzarsi in gruppi si creò il substrato per la formazione della yakuza moderna. Diversamente dai bakuto, che si occupavano di gioco d'azzardo, attività che era ed è ancora illegale in Giappone, i tekiya svolgevano un'attività del tutto legale, cioè supervisionavano e proteggevano i commercianti: per questo il governo di Edo rafforzò il loro potere dando loro anche la possibilità di portare una spada. I tekiya erano però impiegati anche in operazioni illecite come il racket, le estorsioni e le guerre fra bande.
Sebbene le linee tekiya/bakuto si siano confuse con l'emergere della moderna yakuza giapponese, nel ventesimo secolo, oggi molte bande yakuza si identificano ancora in un gruppo o nell'altro.